# Аджай Рамасвамі
Аджай Рамасвамі (нар. 7 червня 1980) — колишній індійський тенісист.
Найвищу одиночну позицію світового рейтингу — 569 місце досяг 6 грудня 2004, парну — 287 місце — 25 квітня 2005 року.

## Фінали ATP Челленджер і ITF Ф'ючерс

### Одиночний розряд: 1 (0–1)
| Легенда              |
| -------------------- |
| ATP Челленджер (0–0) |
| ITF Ф'ючерс (0–1)    |

| Фінали за покриттям |
| ------------------- |
| Тверде (0–1)        |
| Ґрунт (0–0)         |
| Трава (0–0)         |
| Килим (0–0)         |

| Результат | В-П | Дата     | Турнір             | Рівень  | Покриття | Суперник      | Рахунок  |
| --------- | --- | -------- | ------------------ | ------- | -------- | ------------- | -------- |
| Поразка   | 0–1 | Лис 2002 | Індія F7, Нью-Делі | Ф'ючерс | Тверде   | Вінод Срідгар | 2–6, 4–6 |

### Парний розряд: 19 (13–6)
| Легенда              |
| -------------------- |
| ATP Челленджер (0–0) |
| ITF Ф'ючерс (13–6)   |

| Фінали за покриттям |
| ------------------- |
| Тверде (10–5)       |
| Ґрунт (3–0)         |
| Трава (0–0)         |
| Килим (0–1)         |

| Результат | В-П  | Дата     | Турнір                              | Рівень  | Покриття | Партнер             | Суперники                            | Рахунок            |
| --------- | ---- | -------- | ----------------------------------- | ------- | -------- | ------------------- | ------------------------------------ | ------------------ |
| Перемога  | 1–0  | Жов 2001 | Індія F4, Мумбай                    | Ф'ючерс | Тверде   | Срінатх Прахлад     | Роган Бопанна Віджай Каннан          | 6–4, 6–4           |
| Перемога  | 2–0  | Жов 2001 | Індія F5, Індаур                    | Ф'ючерс | Ґрунт    | Срінатх Прахлад     | Нітін Кіртане Суніл-Кумар Сіпаева    | 6–3, 6–0           |
| Перемога  | 3–0  | Лис 2001 | Індія F6, Пуне                      | Ф'ючерс | Тверде   | Срінатх Прахлад     | Ліор Дахан Еял Ерліх                 | 6–7(1–7), 6–4, 6–4 |
| Перемога  | 4–0  | Сер 2002 | Індія F3, Делі                      | Ф'ючерс | Тверде   | Харш Манкад         | Рохан Гаджар Джако Метью             | 6–4, 6–4           |
| Перемога  | 5–0  | Вер 2002 | Індія F4, Гулбарга                  | Ф'ючерс | Тверде   | Харш Манкад         | Віктор Брутанс Міхал Варшаньї        | 6–4, 6–4           |
| Перемога  | 6–0  | Лис 2002 | Індія F6, Чандігарх                 | Ф'ючерс | Тверде   | Суніл-Кумар Сіпаева | Роган Бопанна Віджай Каннан          | 7–6(7–5), 6–2      |
| Поразка   | 6–1  | Лис 2002 | Індія F8, Давангере                 | Ф'ючерс | Тверде   | Суніл-Кумар Сіпаева | Віджай Каннан Вішал Уппал            | 3–6, 6–3, 5–7      |
| Поразка   | 6–2  | Січ 2003 | Індія F2, Нью-Делі                  | Ф'ючерс | Килим    | Харш Манкад         | Вішал Уппал Мустафа Гусе             | 3–6, 4–6           |
| Перемога  | 7–2  | Січ 2003 | Індія F3, Джорхат                   | Ф'ючерс | Ґрунт    | Мустафа Гусе        | Лаурі Кійскі Тобіас Стейнель-Ганссон | 6–3, 6–2           |
| Поразка   | 7–3  | Бер 2003 | Індія F5, Колката                   | Ф'ючерс | Тверде   | Віджай Каннан       | Вішал Уппал Харш Манкад              | 1–6, 4–6           |
| Поразка   | 7–4  | Сер 2003 | Туніс F2, Мекрін                    | Ф'ючерс | Тверде   | Суніл-Кумар Сіпаева | Тома Оже Ніколя Турт                 | 4–6, 2–6           |
| Перемога  | 8–4  | Сер 2003 | Туніс F3, El Menzah                 | Ф'ючерс | Тверде   | Суніл-Кумар Сіпаева | Тома Оже Барт де Ґір                 | 6–1, 6–1           |
| Перемога  | 9–4  | Лис 2003 | Таїланд F2, Накхонратчасіма         | Ф'ючерс | Тверде   | Суніл-Кумар Сіпаева | Мартін Сланар Герберт Вільчніґ       | 6–2, 4–6, 6–3      |
| Перемога  | 10–4 | Лис 2003 | Індія F6, Деградун                  | Ф'ючерс | Тверде   | Суніл-Кумар Сіпаева | Мустафа Гусе Вішал Уппал             | 6–2, 6–1           |
| Поразка   | 10–5 | Гру 2003 | Індія F8, Мумбай                    | Ф'ючерс | Тверде   | Суніл-Кумар Сіпаева | Мустафа Гусе Айсам-уль-Хак Куреші    | 6–7(6–8), 6–2, 5–7 |
| Перемога  | 11–5 | Вер 2004 | Індія F3, Гайдарабад (місто, Індія) | Ф'ючерс | Тверде   | Мустафа Гусе        | Кріс Квон Лю Тайвей                  | 6–3, 7–6(7–3)      |
| Поразка   | 11–6 | Січ 2005 | Індія F1, Мумбай                    | Ф'ючерс | Тверде   | Харш Манкад         | Мустафа Гусе Вішал Уппал             | 4–6, 6–3, 6–7(7–9) |
| Перемога  | 12–6 | Січ 2005 | Індія F2, Делі                      | Ф'ючерс | Тверде   | Харш Манкад         | Ашутош Сінгх Декел Валтзер           | 6–4, 6–2           |
| Перемога  | 13–6 | Бер 2005 | Індія F3, Колката                   | Ф'ючерс | Ґрунт    | Вішал Уппал         | Каран Растогі Ашутош Сінгх           | 6–2, 6–3           |